# Потоцкий, Анджей Казимир
Граф Анджей Казимир Потоцкий (10 июня 1861, Кшешовице — 12 апреля 1908, Львов) — польский аристократ, землевладелец и политический деятель. Маршал Галицкого Сейма (1901—1902), наместник Галиции и Лодомерии (8 июня 1903 — 12 апреля 1908).

## Происхождение
Представитель польского магнатского рода Потоцких герба «Пилява». Младший сын графа Адама Юзефа Матеуша Потоцкого (1822—1872) и Катарины Браницкой (1825—1907). Старший брат — граф Артур Владислав Потоцкий.

## Образование
Получил домашнее образование, с 1877 года учился в Краковской гимназии Святой Анны, где в 1879 году получил аттестат зрелости. Затем учился на факультете права в Ягеллонском университета, где 21 февраля 1884 года получил степень доктора.

## Владения
Анджей Казимир Потоцкий был одним из крупнейших владельцев земли и промышленных объектов в Галиции, и обладал обширными владениями и заводами на Украине и в Царстве Польском. В Галиции ему принадлежали Кшешовице и Каменка-Бугская, а также другие имения (приблизительно 19 000 га), кроме того, а две угольные шахты (в Серже и Тенчинеке), шахты каламина и олова в Венгерске-Гурке, Тржебонке и Жарах, цинковая фабрика в Крже, нефтеперерабатывающий завод керосина в Тшебине, шахты огнеупорной глины в Груеце и Порембе, кирпичный завод в Кшешовице, несколько лесопилок и два ликероводочных завода.
В Царстве Польском ему принадлежали Мендзыжец-Подляски и другие имения (общая площадь 41 000 га), на Украине — Бужанка и Ольховец (27 000 га), а также два сахарных завода в Киевской губернии. Одни только сахарные заводы приносили ему 450 000 австрийских гульденов в год. Кроме того, граф был владельцем имений в Венгрии и Моравии. В Кшешовице основал большой конезавод. В экономических вопросах проявлял много инициативы и ещё приумножил своё состояние.
Анджей Потоцкий был коллекционером, собирал монеты, пояса слуцкие, ковры, картины, гравюры. После смерти Иполита Скимборовича граф приобрёл литературно-исторический архив, а от сестры Анны Браницкой получил более 300 рукописей из библиотеки в Вилянувском дворце, которые являются дополнением к коллекции, собранной в кшешовицко-краковском семейном архиве. Коллекция монет была помещена в Дом под агнцем в Кракове (пропала во время Второй мировой войны).

## Профессиональная работа и дипломатия
Анджей Казимир Потоцкий работал на дипломатической службе Австро-Венгрии. В 1886 году он был назначен атташе австрийского в Париже и в том же году назначен офицером-ординарцем императора Франца-Иосифа. В феврале 1886 года стал камергером Австро-Венгрии. Затем проживал в дипломатических представительствах в Мадриде и Лондоне. В 1890 году после смерти старшего брата Артура Анджей Потоцкий вернулся на родину, чтобы взять на себя руководством семейным имуществом.

## Политическая деятельность
С 1890 года Анджей Казимир Потоцкий был непрерывно работал на ответственных должностях в политической жизни Галиции, в которые входил как член поветовой рады в Хшануве и депутат городской в Кракове (с 1893 года). В 1893 году граф проиграл выборы Юзефу Фридлейну в борьбе за кресло мэра Кракова. Потоцкий также заседал в Обществе Взаимного Страхования в Кракове (с 1894), Сберегательном банке, был членом Совета Директоров Галицийского Банка Торговли и Промышленности (с 1899), председателем Главного Сельскохозяйственного Общества (1899—1901), а затем почетным членом Общества Галицийского Лесничества (председатель в 1900—1901), Татржанского Общества (1901), председатель Галицийского Общества Официалистов (1899—1901) и Археолого-Нумизматического Общества. На последнем посту он поддерживал и возвышал значение центров реставрационных работ, был членом Комитета Реставрации Вавельского Замка. Он также был основателем церкви в Кристинове около Сержа в 1901 году.
В 1895 году граф Анджей Казимир Потоцкий был избран в венский парламент (18 февраля) и депутатом галицийского Сейма Национального от Хшанувского округа (25 сентября). В июне 1907 года был назначен пожизненным членом верхней палаты австрийского рейхстага — «Палаты Господ».
Долгое время выступал против удовлетворения национальных требований украинского населения в Галиции, поддерживал москвофильское течение в общественно-политической жизни края.
Во время выборов в Галицкого сейма 1908 года Анджей Потоцкий пытался путём избирательных нарушений и политического террора не допустить избрания в краевой парламент представителей украинских партий национально-демократического направления. Благодаря его деятельности в сейм попали 11 народников и радикалов, 10 москвофилов, что явно не отражало политических настроений Галиции того времени и вызвало трактовка такого развития событий как провокацию.
Поняв свою ожибку, Анджей Потоцкий пробовал по совету Михала Бобржинского возобновить переговоры с украинцами (Украинским клубом). Привел личные контакты с руководителем народных демократов Евгением Олесницким, который склонен был принять предложения (сдерживало их вероятное неприятие частью украинской общины). Незадолго до смерти на автомобиле приезжал в Стрый на встречу с украинским политиком Евгением Олесницким, предложил ему уничтожение мандатов москвофилов, должность вице-маршалка сейма, новую должность второго вице-президента Краевой школьной рады для украинского школьного образования и т. д. Сделка была сорвана убийством Потоцкого.
Незадолго до смерти Потоцкого Марк Ночник получил два письма от наместника Галиции с требованием не участвовать в выборах.
Почетный гражданин городов Нового Сонча, Золочева, Сокаля, Хырова и Бучача.
Убит 12 апреля 1908 года во Львове украинским студентом (3-й курс философии) Мирославом Сичинским в знак протеста против избирательных злоупотреблений.

## Государственные ордена
- Орден Льва и Солнца (1905)
- Орден Леопольда (1905)
- Орден Золотого руна (1907)

## Семья и дети
29 октября 1889 года женился на графине Криштине Тышкевич (13 июля 1866 — 18 февраля 1952), дочери графа Яна Витольда Эммануэля Тышкевича-Логойского (1831—1892) и Изы Гортензии Тышкевич (1836—1907). Супруги имели шесть дочерей и трех сыновей:
- Катарина Иза Роза Мария Кристина (16 октября 1890, Кшешовице — 2 февраля 1977, Брюссель), муж с 1917 года князь Леон Александр Сапега (1883—1944)
- Мария Тереза (21 ноября 1891, Кшешовице — 7 ноября 1918, Стердынь), муж с 1914 года граф Юзеф Тышкевич (1891—1967)
- Изабелла Мария (9 февраля 1893, Кшешовице — 1962, Париж), муж с 1913 года граф Францишек Казимир Красинский (1887—1973)
- Кристина (24 сентября 1894, Кшешовице — 23 февраля 1963, Монреаль), муж с 1917 года граф Станислав Семенский-Левицкий (1894—1963)
- Адам Владислав (1 декабря 1896, Кшешовице — 16 ноября 1966, Лондон), жена с 1919 года Мария Елена Дембинская (1897—1970). Владелец Кшешовице.
- Артур Антоний Бонавентура (14 июля 1899, Кшешовице — 10 декабря 1941, Рим), жена с 1930 года графиня Мария Тарновская (1904—1985)
- Анджей Мария Францишек Ксаверий (13 июля 1900, Кшешовице — 28 сентября 1939, Вельке-Очи), жена с 1926 года графиня София Тарновская (1901—1963). Владелец Мендзыжец-Подляски
- София (11 августа 1903, Кшешовице — 6 мая 1943), 1-й муж с 1930 года граф Владислав Езерский (1897—1935), 2-й муж с 1942 года Михаил Ячинский (1901—1942)
- Иоанна (21 сентября 1904, Львов — 30 мая 1967, Йоханнесбург), муж с 1931 года граф Станислав Ян Потоцкий (1902—1983).